# Florian Meyer (Schiedsrichter)

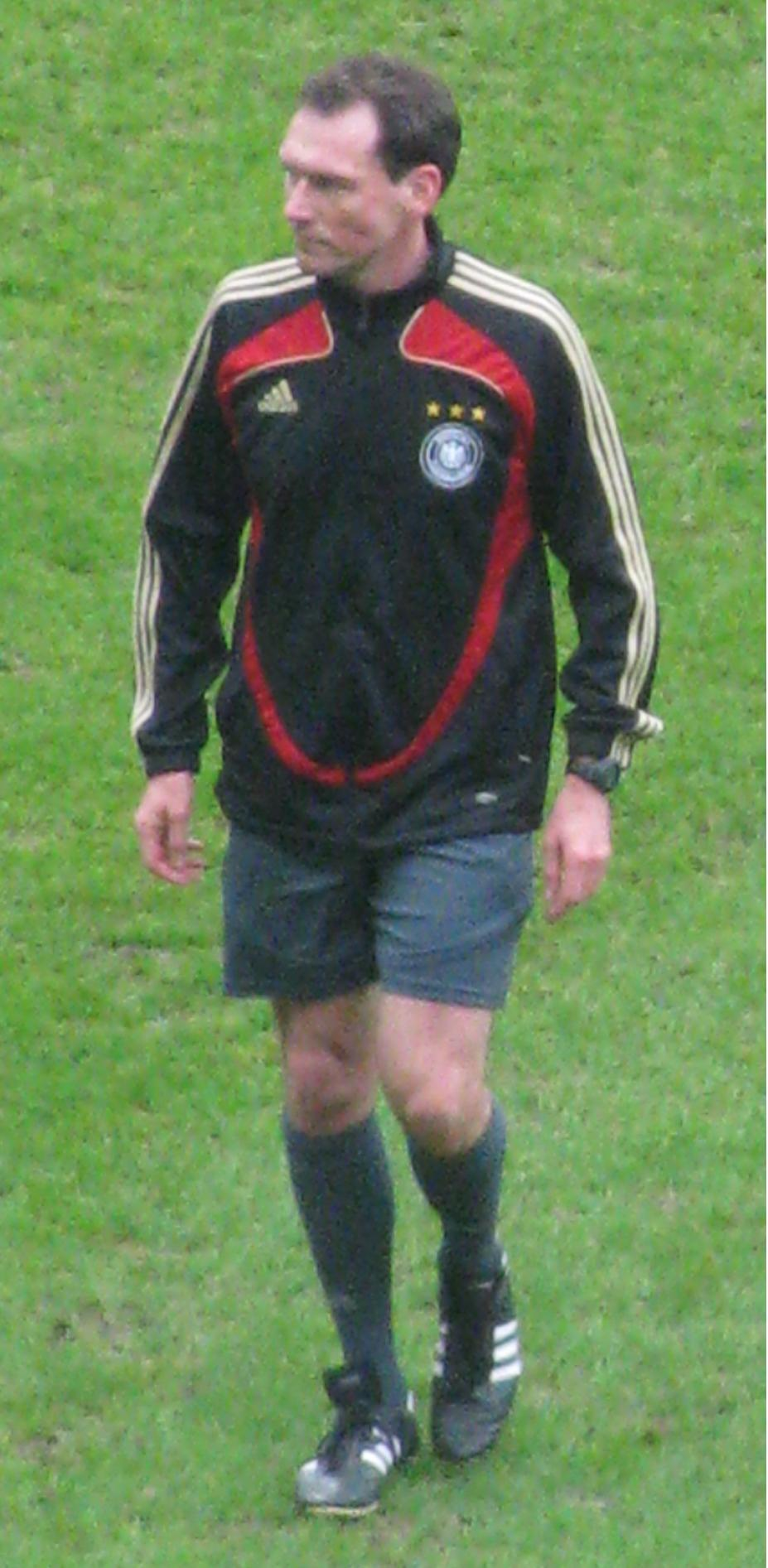
Florian Meyer (2009)

Florian Meyer (* 21. November 1968 in Braunschweig) ist ein ehemaliger deutscher Fußballschiedsrichter.

## Karriere
Florian Meyer war ab 1996 Schiedsrichter des Deutschen Fußball-Bundes (DFB). Ab 1998 leitete er Bundesligaspiele. Sein Debüt feierte er am 16. Oktober 1998 in der Partie TSV 1860 München gegen den VfL Bochum.
Meyer, der in Burgdorf lebt, ist Mitglied des RSV Braunschweig.
2005 wurde er erstmals für das DFB-Pokalfinale nominiert, die Aufgabe übernahm er noch einmal 2014.
Ab 2002 war Meyer FIFA-Schiedsrichter. Er kam in der UEFA Champions League und in der UEFA Europa League zum Einsatz. Zudem leitete er Länderspiele und Qualifikationsspiele für die Fußball-Weltmeisterschaften 2006 und 2010. Bei der EM 2012 war er einer der beiden deutschen Torschiedsrichter. Darüber hinaus wurde er zu zahlreichen Spielen in Ligen des Nahen Ostens als Schiedsrichter angefordert.
2009 wurde er vom DFB zum Schiedsrichter des Jahres gekürt. In einer Kicker-Umfrage unter 286 Bundesligaspielern wurde Meyer zum besten Unparteiischen der Hinrunde der Saison 2010/11 gewählt. Seitdem wurde er in sämtlichen halbjährlich stattfindenden Umfragen von den Profis zum besten Schiedsrichter der Bundesliga gekürt.
Für das Jahr 2014 wurden Bastian Dankert und Tobias Stieler für die FIFA-Liste gemeldet; sie ersetzen Meyer und Thorsten Kinhöfer, die altersbedingt ausscheiden mussten.
Am 17. Mai 2014 leitete Meyer das Pokalfinale zwischen Borussia Dortmund und dem FC Bayern München. Für Diskussionen nach dem Spiel sorgte eine Situation, in der Mats Hummels den Ball auf das Münchner Tor schoss und Dante hinter der Linie klärte. Meyer entschied auf Weiterspielen, was bei den Dortmundern heftige Proteste auslöste. Meyer hat danach kein Spiel des BVB mehr gepfiffen.
Am 14. Mai 2016 beendete er seine Schiedsrichterlaufbahn.
Seit der Saison 2022/23 ist Meyer als Sportlicher Leiter beim DFB für die Schiedsrichter der 3. Liga verantwortlich.

## Fußball-Europameisterschaft 2012
Meyer nahm als „Torschiedsrichter“ bei der EM 2012 in Polen und der Ukraine als Teil des DFB-Schiedsrichtergespanns um Wolfgang Stark teil.
| Gruppe A | 12. Juni 2012 | Polen – Russland   | 1:1 (0:1) |
| Gruppe C | 18. Juni 2012 | Kroatien – Spanien | 0:1 (0:0) |